# Stazzano
Stazzano är en ort och kommun i provinsen Alessandria i regionen Piemonte i Italien. Kommunen hade 2 395 invånare (2018).